# Sonja Schönberger-March
Sonja Gerda Erika Schönberger-March, född 20 februari 1923 i Göteborg, död 9 juli 2013 på Orust, var en svensk målare, tecknare och grafiker.
Hon var dotter till pianoteknikern Otto Schönberger och Irene von Huth och 1952–1958 gift med Manuel March-Salleras. Schönberger-March var elev till Nils Nilsson vid Valands målarskola 1939–1947. Hon företog en studieresa till Köpenhamn 1946 som senare följdes av resor till Amsterdam, Paris och Spanien. Hon debuterade i en utställning på galleriet God konst i Göteborg 1948. Separat ställde hon ut på Ungsvenska förbundets lokaler i Göteborg och hon medverkade i samlingsutställningar i Göteborg, Borås, Falköping samt Nationalmuseums Unga tecknare och Göteborgs konstförenings Decemberutställningar på Göteborgs konsthall. Hennes konst består av stilleben, landskap med öländska vidder, hav och rymd samt landskapsskildringar från Bretagne och Spanien. 